# Кованько, Лев Евгеньевич
Лев Евгеньевич Кованько (16 апреля 1891, Санкт-Петербург — 31 октября 1938, Владивосток) — морской офицер, отец Юрия Домогарова, дед актёра Александра Домогарова.

## Биография
Лев Евгеньевич Кованько родился 16 апреля 1891 года в Санкт-Петербурге в семье Евгения Кованько и Евдокии Андриановны Кованько.
На службе с 1910 года, до 14 апреля 1913 года корабельный гардемарин, с 5 октября 1913 — мичман, с 14 октября 1913 Сибирский флотский экипаж на миноносце «Твёрдый».
Вахтенный начальник вспомогательного крейсера «Орёл», бывшего парохода Добровольного флота — с 17 августа 1914 года.
С 5 февраля по 15 февраля 1915 года участвовал в подавлении восстания сипаев в Сингапуре в составе десанта с крейсера «Орёл», за что был награждён орденом Св. Станислава 3-й степени с мечами и бантом.
Потом на Балтийском флоте. С 10 апреля 1916 года — лейтенант.
После февраля 1917 года — адъютант Морского Министра.
Старший лейтенант за отличие по службе — от 30 августа 1917 года.
25 октября 1917 года сопровождал Александра Фёдоровича Керенского в его бегстве из Петрограда на фронт к Краснову.
В годы Гражданской войны в составе Вооружённых сил Юга России, затем Русской Армии.
В июне 1920 года — в английской оккупационной администрации города Батума, стал разведчиком, ему выделили 200 фунтов и отправили в Константинополь, через шесть недель, 14 сентября, Кованько вернулся в Тифлис, он привёз сведения по морской части.
В 1930-е годы Кованько Л. Е. — заведующий морской частью треста «Дальстрой». Проживал в г. Владивостоке.
Арестован 22 ноября 1937 года «тройкой» при НКВД, 20 октября 1938 года обвинён в шпионской деятельности.
Расстрелян 31 октября 1938 года, похоронен во Владивостоке.
Реабилитирован 4 мая 1959 года определением Военного Трибунала.

## Награды

### Ордена
- Золотой знак по окончании полного курса Морского Корпуса — 1910
- Светло-бронзовая медаль в память 300-летия царствующего дома Романовых — 1913
- Св. Станислава 3 ст. с мечами и бантом — 08.06.1915[2].

## Семья
- Жена — Нина Аркадьевна Кованько (урождённая Домогарова) (1895 — ?), 8 июня 1940 года её посадили на 10 лет в ИТЛ.
  - Сын — Домогаров Юрий Львович (1915—1991).
    - Внуки — Андрей Юрьевич Домогаров (1953), Александр Юрьевич Домогаров (1963), актёр.